# Chardonnay
Chardonnay (slovensko tudi bela klevna)
Chardonnay (francosko: [ʃaʁdɔnɛ] ) je sorta grozdja z zeleno kožico, ki se uporablja za proizvodnjo belega vina. Sorta izvira iz burgundske vinske regije v vzhodni Franciji, danes pa jo gojijo povsod, kjer se prideluje vino, od Evrope do Nove Zelandije. Za nove in razvijajoče se vinske regije gojenje chardonnayja velja za »obred prehoda« in enostaven vstop na mednarodni vinski trg.
Sama sorta grozdja chardonnay je nevtralna, saj mnogi okusi, ki jih običajno povezujemo z vinom, izvirajo iz vplivov, kot sta terroir in hrast. Vinificira se v številnih različnih slogih, od pustih, hrustljavih mineralnih vin iz Chablisa v Franciji do vin Novega sveta z okusi hrasta in tropskega sadja. V hladnejših podnebjih (kot sta Chablis in Carneros AVA v Kaliforniji) ima vino Chardonnay običajno srednje do lahko telo z opazno kislostjo in okusi zelene slive, jabolka in hruške. V toplejših legah (kot so Adelaide Hills in polotok Mornington v Avstraliji ter regija Gisborne in Marlborough na Novi Zelandiji) postanejo okusi bolj citrusni, breskveni in melonski, medtem ko se v zelo toplih legah pojavijo bolj note fig in tropskega sadja, kot sta banana in mango. Vina, ki so prešla skozi jabolčno-mlečno fermentacijo, imajo običajno mehkejšo kislost in sadne okuse z maslenim občutkom v ustih in notami lešnikov.
Chardonnay je pomembna sestavina mnogih penečih vin po vsem svetu, vključno s šampanjcem in franciacorto v Italiji. Priljubljenost Chardonnayja je dosegla vrhunec v poznih 1980-ih, nato pa je prišlo do negativnega odziva med tistimi vinskim poznavalci, ki so grozdje videli kot vodilno negativno komponento globalizacije vina. Kljub temu je ena najbolj razširjenih sort grozdja, s 210.000 hektarji po vsem svetu, druga za Airénom med belim grozdjem in peta med vsemi vinskim grozdjem.
Prvi chardonnay je bil v Sloveniji ustekleničen v Kleti Bistrica. V Sloveniji uspeva v vseh vinorodnih deželah.

## Zgodovina
Velik del zgodovine se je domnevala povezava med Chardonnayjem in Pinot noirjem ali Pinot blanc. Poleg tega, da ga že stoletja najdemo v isti regiji Francije, so ampelografi opazili, da imajo listi teh rastlin skoraj identično obliko in strukturo. Pierre Galet se s to oceno ni strinjal, saj je menil, da Chardonnay ni v sorodu z nobeno drugo večjo sorto grozdja. Vinarja Maynard Amerine in Harold Olmo sta predlagala, da izvira iz divje trte Vitis vinifera, ki je bila korak stran od belega muškata. Pravi izvor Chardonnayja so še bolj prikrili lastniki vinogradov v Libanonu in Siriji, ki so trdili, da je mogoče prednike grozdja izslediti do Bližnjega vzhoda, od koder so ga v Evropo prinesli križarji, ki so se vrnili od tam. To teorijo podpira le malo zunanjih dokazov. Druga teorija je trdila, da izvira iz starodavne avtohtone trte, najdene na Cipru.[8]
Sodobne raziskave DNK prstnih odtisov na Univerzi v Kaliforniji v Davisu zdaj kažejo, da je Chardonnay rezultat križanja med sortama grozdja Pinot noir in Gouais blanc (Heunisch). Domneva se, da so Rimljani Gouais blanc prinesli iz Hrvaške, kmetje pa so ga pogosto gojili v vzhodni Franciji.
Pinot francoske aristokracije je rasel v neposredni bližini Gouais blanc, kar je obema omogočilo veliko možnosti za križanje. Ker sta bila starša genetsko oddaljena, so mnogi križanci pokazali hibridno moč in so bili izbrani za nadaljnje razmnoževanje. Med temi "uspešnimi" križanci so bili Chardonnay in sorodniki, kot so Aligoté, Aubin vert, Auxerrois, Bachet noir, Beaunoir, Franc Noir de la-Haute-Saône, Gamay Blanc Gloriod, Gamay noir, Melon, Knipperlé, Peurion, Roublot, Sacy[10] in Dameron.

### Kloni, križanje in mutacije
Leta 2006 je bilo v vinogradih po vsej Franciji mogoče najti 34 klonskih sort Chardonnay; večina teh je bila razvitih na Univerzi v Burgundiji v Dijonu. Tako imenovani dijonski kloni so vzrejeni zaradi svojih prilagodljivih lastnosti, lastniki vinogradov pa sadijo klonsko sorto, ki najbolj ustreza njihovemu terroirju in ki bo ustvarila značilnosti, ki jih iščejo v vinu. Primeri vključujejo klone z nižjim donosom 'Dijon-76', '95' in '96', ki proizvajajo bolj koncentrirane grozde okusa. 'Dijon-77' in '809' proizvajata bolj aromatična vina z "grozdno" dišavo, medtem ko so 'Dijon-75', '78', '121', '124', '125' in '277' bolj živahni in bolj donosni kloni. Med sortami iz Novega sveta je klon 'Mendoza', iz katerega so pridelali nekatere zgodnje kalifornijske chardonnaye. Klon 'Mendoza' je nagnjen k razvoju milerandaže, znane tudi kot "kokoši in piščanci", kjer se jagode razvijajo neenakomerno. V krajih, kot je Oregon, je bila uporaba novejših dijonskih klonov nekoliko uspešna v regijah doline Willamette s podnebjem, podobnim burgundskemu.
Chardonnay je bil starš več francosko-ameriškim hibridnim sortam grozdja, pa tudi križancem z drugimi sortami V. vinifera. Primeri vključujejo hibrid Chardonnel, ki je bil križanec Chardonnayja in Seyval Blanc, proizveden leta 1953 na kmetijski poskusni postaji v New Yorku. Mutacije sorte Chardonnay vključujejo redko rožnato jagodo 'Chardonnay Rose'; tudi 'Chardonnay Blanc Musqué', ki daje intenzivno aromatično vino. Chardonnay Blanc Musqué se večinoma najde v okolici vasi Clessé v Mâconnaisu in ga včasih zamenjujejo s klonom 'Dijon-166', posajenim v Južni Afriki, ki daje arome, podobne muškatu.
V 1930-ih so Chardonnay križali z grozdjem Seibel, da bi ustvarili hibridno grozdje Ravat blanc.

## Vinogradništvo
Chardonnay ima širok sloves zaradi relativne enostavnosti gojenja in sposobnosti prilagajanja različnim razmeram. Grozdje je zelo 'prilagodljivo', saj odraža in prevzema vtis svojega terroirja in vinarja. Je zelo živahna trta z obsežno listno odejo, ki lahko zavira absorpcijo energije in hranil v grozdne grozde. Upravljavci vinogradov to preprečujejo z agresivnim obrezovanjem in upravljanjem krošenj. Ko so trte Chardonnay posajene na gosto, so prisiljene tekmovati za vire in usmerjati energijo v svoje grozde. V določenih razmerah so trte lahko zelo rodovitne, vendar vino, pridelano iz takšnih trt, utrpi padec kakovosti, če pridelek precej preseže 80 hl/ha (4,5 tone na hektar). Proizvajalci vrhunskega Chardonnayja omejujejo pridelek na manj kot polovico te količine. Proizvajalci penečih vin se običajno ne osredotočajo toliko na omejevanje donosov, saj koncentrirani okusi niso tako pomembni kot finesa vina.
Čas trgatve je ključnega pomena za vinarstvo, saj grozdje hitro izgubi kislost takoj, ko dozori. Nekatere vinogradniške nevarnosti vključujejo tveganje poškodb zaradi spomladanske pozebe, saj je chardonnay trta, ki zgodaj brsti – običajno teden dni po modrem pinotu. Za boj proti grožnji pozebe je bila v Burgundiji razvita metoda, ki vključuje agresivno obrezovanje tik pred brstenjem. To 'šokira' trto in odloži brstenje do dva tedna, kar je pogosto dovolj dolgo, da pride toplejše vreme. Težave lahko predstavljata tudi millerandage in coulure, skupaj z oidijem, ki napada tanko kožico grozdja. Zaradi zgodnjega zorenja chardonnayja lahko uspeva v vinskih regijah s kratkimi rastnimi dobami, v regijah, kot je Burgundija, pa ga je mogoče pobrati, preden začne jesensko deževje in prinese gnilobo.
Čeprav se Chardonnay lahko prilagodi skoraj vsem vinogradniškim tlom, se zdi, da so mu najbolj všeč tri vrste: kreda, glina in apnenec, ki so zelo razširjene po tradicionalni 'domovini' Chardonnayja. Grand cru iz Chablisa so zasajeni na pobočjih, ki so sestavljena iz kimeridškega laporja, apnenca in krede. Obrobne regije, ki spadajo pod bolj osnovno apelacijo Petit Chablis, so zasajene na portlandskem apnencu, ki daje vina z manj fine teksture. Kredne plasti so po vsej regiji Šampanji, Côte-d'Or pa ima veliko območij, sestavljenih iz apnenca in gline. V Burgundiji se zdi, da količina apnenca, ki so mu izpostavljene trte Chardonnay, vpliva tudi na nastalo vino. V regiji Meursault imajo vinogradi premier cru, zasajeni v Meursault-Charmes, zgornjo plast zemlje skoraj 2 m nad apnencem, nastala vina pa so zelo bogata in zaokrožena. V bližnjem vinogradu Les Perrières je zgornja plast zemlje le približno 30 cm nad apnencem, vino iz te regije pa je veliko močnejše, mineralnejše in gostejše, saj potrebuje več časa v steklenici, da se popolnoma razvije. Na drugih območjih lahko vrsta tal nadomesti pomanjkanje idealnih podnebnih razmer. V Južni Afriki na primer regije s kamnitimi, skrilastimi tlemi in visoko vsebnostjo gline običajno pridelujejo manj donosna in bolj burgundska vina, kljub temu da imajo opazno toplejše podnebje kot Francija. Nasprotno pa je južnoafriški chardonnay, proizveden iz vinogradov, ki temeljijo bolj na peščenjaku, običajno bogatejši in tehtnejši.

### Zmeda s Pinot blanc
Zaradi nekaterih ampelografskih podobnosti sta bila pinot blanc in chardonnay pogosto zamenjana in si še danes delita veliko enakih sinonimov. Trte, listi in grozdi so na prvi pogled videti enaki, vendar so opazne nekatere subtilne razlike. Najbolj vidne so med zorenjem grozdja, pri čemer grozdje chardonnay dobi bolj zlatozeleno barvo kot grozdje pinot blanc. Pri natančnejšem pregledu trta kaže rahle razlike v teksturi in dolžini dlačic na poganjku trte, žile lista chardonnay pa so 'gole' v bližini pecljastega sinusa – odprto območje, kjer se list povezuje s steblom, je na robu omejeno z žilami. Cabernet sauvignon je ena redkih drugih sort vinske trte Vitis vinifera, ki ima to značilnost. Cabernet Sauvignon is one of the few other Vitis vinifera grape vines to share this characteristic. Ta zmeda med pinot blanc in chardonnayem je bila zelo razširjena po vsej severni Italiji, kjer sta trti rasli v vinogradu in ju mešali pri pridelavi vina. Italijanska vlada je raziskovalce poslala šele leta 1978, da bi poskušali ločiti obe trti. Podobna situacija se je zgodila v Franciji, kjer so trti pogosto zamenjevali do sredine 19. stoletja, ko so ampelografi začeli prečesavati vinograde Chablisa in Burgundije, prepoznavati pravi chardonnay in izločati pinot blanc.

## Vinarstvo
Chardonnay se poda k skoraj vsem slogom pridelave vina, od suhih mirnih vin, penečih vin, sladkih poznih trgatev in celo vin z botritizacijo (čeprav je zaradi dovzetnosti za druge manj ugodne gnilobe ta vina redkejša). Dve odločitvi pri pridelavi vina, ki najbolj vplivata na rezultat vina Chardonnay, sta uporaba malolaktične fermentacije in stopnja vpliva hrasta, uporabljenega za vino. Pri malolaktični fermentaciji (ali MLF) se trša jabolčna kislina pretvori v mehkejšo mlečno kislino in diacetil, kar ustvari 'masleno noto', ki je povezana z nekaterimi slogi Chardonnayja. Vina, ki ne gredo skozi MLF, bodo imela bolj okuse, podobne zelenim (nezrelim) jabolkom. Hrast se lahko doda med fermentacijo ali po njej v obliki staranja v sodu. Odvisno od količine zoglenenja, s katerim je bil hrast obdelan, lahko to povzroči 'opečenost' in okuse, ki jih mnogi pivci vina zmotno dojemajo kot značilnost samega grozdja. Ti okusi lahko vključujejo karamelo, smetano, dim, začimbe, kokos, cimet, klinčke in vanilijo.
Druge odločitve pri pridelavi vina, ki lahko pomembno vplivajo, vključujejo temperaturo fermentacije in čas, če sploh, staranja vina na drožeh. Burgundsko vinarstvo daje prednost daljšemu stiku z drožemi in celo 'mešanju' droži v vinu med staranjem v sodu v postopku, znanem kot bâtonnage. Hladnejše temperature fermentacije ustvarjajo bolj 'tropske' sadne okuse, kot sta mango in ananas. Starosvetni slog pridelave vina daje prednost uporabi divjih ali ambientalnih kvasovk, čeprav nekateri uporabljajo tudi posebej gojene kvasovke, ki lahko vinu dajo aromatične lastnosti. Poseben tip kvasovk, ki se uporablja v šampanjcu, je Prise de Mousse, ki se goji za uporabo po vsem svetu v penečih vinih Chardonnay. Potencialna pomanjkljivost uporabe divjih kvasovk je, da lahko proces fermentacije poteka zelo počasi, rezultati kvasovk pa so zelo nepredvidljivi in vsako leto lahko proizvedejo zelo drugačno vino. Burgundski vinar, ki daje prednost uporabi samo divjih kvasovk, je Domaine des Comtes Lafon, kjer je fermentacija njegove serije Chardonnay iz leta 1963 trajala pet let, medtem ko proces fermentacije običajno traja le nekaj tednov.
Čas trgatve je ključna odločitev, saj grozdje med zorenjem hitro začne izgubljati kislost. Za proizvodnjo penečih vin se grozdje obira zgodaj in rahlo nezrelo, da se ohrani raven kisline. Peneča vina na osnovi Chardonnayja v mladosti običajno kažejo bolj cvetlične in jeklene okuse. Ko se vino stara, zlasti če preživi veliko časa na drožeh, se razvijejo 'opečene' note. Grozdje Chardonnay običajno nima težav z razvojem vsebnosti sladkorja, tudi v hladnejših podnebjih, kar se odraža v visoki potencialni ravni alkohola in omejuje potrebo po chaptalizaciji. Po drugi strani pa je lahko nizka raven kisline zaskrbljujoča, saj vino postane dolgočasno. Vinarji lahko to preprečijo z dodajanjem vinske kisline v postopku, znanem kot 'kisanje'. V hladnejših podnebjih se ekstrakt in kislost Chardonnayja povečata, kar ima potencial za proizvodnjo zelo koncentriranih vin, ki se lahko razvijejo s staranjem v steklenicah. Chardonnay se lahko dobro meša z drugimi grozdji in še vedno ohrani nekaj svojega edinstvenega značaja. Grozdje, ki se najpogosteje meša s Chardonnayjem, vključuje Chenin blanc, Colombard in Sémillon.

## Slog vina
Zaradi "prožnosti" Chardonnaya v vinarstvu in njegove sposobnosti, da odraža svoj terroir, ni enega samega univerzalnega sloga ali niza konstant, ki bi jih lahko uporabili za Chardonnay, proizveden po vsem svetu. Po mnenju Jancis Robinson je občutek dimljenosti eden od namigov, ki bi jih lahko zaznali pri slepi degustaciji Chardonnaya, vendar obstaja veliko slogov, ki nimajo nobenih dimljenih not. V primerjavi z drugim belim vinskim grozdjem, kot je Sauvignon blanc, imata Gewürztraminer in Viognier-Chardonnay bolj subtilen in umirjen vonj brez prevladujočih aromatičnih not, ki bi skočile iz kozarca vina. Prepoznavni slogi Chardonnaya so regionalno odvisni. Na primer, note ananasa so pogosteje povezane s Chardonnayem iz doline Napa, medtem ko ima Chablis več not zelenih jabolk. Medtem ko lahko veliko primerkov chardonnayja nekaj let staranja v steklenicah koristi, še posebej, če imajo visoko kislost, je večina chardonnayjev namenjenih uživanju v mladosti. Pomembna izjema so najbolj premični primerki chablisa in belih burgundcev.

## S hrano
Šampanjac na osnovi chardonnayja, kot je blanc de blancs, je lahko zelo vsestranski pri kombiniranju s hrano.
Zaradi široke palete slogov se chardonnay lahko poda k najrazličnejšim vrstam hrane. Najpogosteje se poda k pečenemu piščancu in drugemu belemu mesu, kot je puran. Chardonnayji z močnim vplivom hrasta se ne podajo dobro k bolj občutljivim ribjim in morskim jedem. Namesto tega se ta vina bolje podajo k prekajeni ribi, pikantni jugovzhodnoazijski kuhinji, česnovim in guacamole omakam. Regionalni vplivi chardonnayja lahko pomagajo pri kombiniranju z različnimi slogi hrane. Chardonnayji iz Washingtona, za katere je značilno, da ohranjajo večjo kislost, se običajno dobro podajo k jedem na osnovi paradižnika in jedem s sladko čebulo. Starejši, bolj mehki chardonnayji se pogosto podajo k bolj "zemeljskim" jedem, kot sta gobova juha in starani sir.